# Хомский сельсовет
Хомский сельсовет (бел. Хомскі сельсавет) — административная единица на территории Дрогичинского района Брестской области Беларуси. Административный центр — агрогородок Хомск.

## История
Создан 12 октября 1940 года в составе Дрогичинского района Полесской области БССР. C 8 января 1954 года в Брестской области. 16 июля 1954 года в состав сельсовета вошла территория упразднённого Жаберского сельсовета, 31 марта 1959 года — территория упразднённого Гошевского сельсовета. 21 января 1961 года деревни Марковичи и Чернеевичи были исключены из состава Хомского сельсовета, войдя в состав Немержанского сельсовета.

## Состав
В состав сельсовета входят 1 агрогородок и 9 деревень:
- Гнилец — деревня.
- Гошево — деревня.
- Дубровки — деревня.
- Жабер — деревня.
- Заеленье — деревня.
- Заточье — деревня.
- Марковичи — деревня.
- Старомлыны — деревня.
- Хомск — агрогородок.
- Чернеевичи — деревня.

## Население
Согласно переписи населения 2019 года на территории сельсовета проживало 1555 человек.